# Malcolm Archibald Macdonald
Malcolm Archibald Macdonald, né le 20 juin 1875 en Ontario et décédé en octobre 1941, était un avocat, un homme politique et un juge canadien. Il a été procureur général de la Colombie-Britannique de 1915 à 1917 et juge en chef de 1940 à 1941. Il a également été député à l'Assemblée législative de la Colombie-Britannique avec le Parti libéral.